# Estany de la Vallmitjana
L'estany de la Vallmitjana és originat per una resclosa que represa les aigües del torrent de la Vallmitjana, al municipi de Taradell.
Es troba a tocar del càmping La Vall. Està situat a la finca Mas Vallmitjana, que està protegida com a refugi de fauna salvatge (fou declarada Refugi de fauna salvatge per l'Ordre de 25 de maig de 1998, amb una superfície de 119 hectàrees, amb la finalitat de protegir-ne les comunitats animals -DOGC 2657, de 10/6/98-).
La vegetació forestal de ribera es restringeix al perímetre de l'estany. Està constituïda per una verneda on apareixen alguns arbres i arbustos de jardineria. L'estany està envoltat per conreus excepte al sector nord-est, on se situa el càmping.
L'interès per a la fauna es veu molt condicionat per la presència de peixos introduïts -amb poblacions abundants degut a
l'alimentació artificial afavorida pels campistes-. Aquests peixos afecten molt negativament les poblacions d'amfibis o la
fauna íctica que podria arribar a desenvolupar-se a l'estany. Destaca la presència d'aus, com els ànecs collverds (Anas platyrhynchos), xarxets (Anas crecca), cabussets (Tachybaptyus ruficollis), polles d'aigua (Gallinula chloropus) o els bernats pescaires (Ardea cinerea), entre d'altres. S'hi ha citat també tortuga d'aigua (Emys orbicularis), tot i que caldria confirmar la seva presència actual.
L'estany es troba del tot aïllat de les instal·lacions del càmping per una tanca que impedeix acostar-se a les vores de l'aigua i que és impermeable per a gran part de la fauna, per la qual cosa caldria condicionar-la de forma adient. Existeix
una captació d'aigua que podria ser responsable de la pràctica inexistència, actualment, de cinyell helofític, per les
variacions de nivell que podria estar provocant. Caldria controlar la població de peixos, retirant totes les espècies
introduïdes. També caldria confirmar la citació de tortuga d'aigua i la possible viabilitat d'aquesta espècie, per plantejar-se algun tipus de gestió per recuperar-ne les poblacions.